# Giochi di potere (film 2000)
Giochi di potere (First Target) è un film per la televisione statunitense del 2000 diretto da Armand Mastroianni. È il seguito del film Rapimento alla Casa Bianca e termina con il film First Shot.

## Trama
Delusi per non aver ricevuto dal nuovo presidente degli Stati Uniti i favori sperati, qualcuno progetta un attentato nei suoi confronti. L'agente Alex McGregor, capo dei servizi segreti, dovrà impegnarsi al massimo per sventare il complotto.